# Yangsanjab
Yangsanjab, Príncep Öndür, va ser un príncep mongol de la Bandera Ala Esquerra Mitjana Khorchin al sud-est de Mongòlia. Va ser una de les principals figures de la resistència en contra de la colonització xinesa de Mongòlia. A diferència de Gada Meiren, és rarament posat en relleu, probablement perquè era de la classe dominant i, per tant, incapacitat pel marc marxista de la lluita de classes.

## Rerefons
Yangsanjab va néixer a la casa del príncep hereditari Öndür, que hi era a una categoria de segon lloc (doroi giyūn wang) als rangs reials manxú-mongols. Pertanyia al clan Borjigin i era descendent de Jöchi Khasar, el germà menor de Genguis Kan. El descendent de Jöchi Khasar, Jayisang, contribuí a la pujada dels manxús a la dinastia Qing (1636–1912) i es va barrejar amb els Aisin Gioro de la família imperial. Els descendents de Jayisang van governar la Bandera Ala Esquerra Khorchin (comunament anomenada Bandera Darkhan; ara Bandera Ala Esquerra Mitjana Khorchin, Ciutat Tongliao, Mongòlia Interior) de la Lliga Jirim. Els jasagh, o el cap de la bandera era ocupat pel príncep Darkhan, els descendents de l'últim fill de Jayisang. La Casa del príncep Öndür va ser una de les famílies de l'altra branca fundada pels fills de Jayisang.
Com la Lliga Jirim era propera a la Xina, hi va estar sotmesa a una enorme pressió per part de la població de la Xina. Els immigrants xinesos van arribar sota l'administració de les prefectures de la Xina, i la bandera mongola ràpidament es reduí. La bandera es va fer en massa petit per als mongols per mantenir el pasturatge nòmada. Des del segle xix en endavant, es van veure obligats a desplaçar-se cap al nord o es van establir en pobles agrícoles. En els seus últims anys, l'Imperi Manxú promogué la colonització xinesa de Mongòlia per augmentar els ingressos fiscals i construir una defensa fronterera. La República de la Xina, que va anul·lar l'Imperi Manxú, va impulsar més encara la colonització xinesa. El 1920, la major part de la Bandera Darkhan era controlat pels xinesos.

## Activitat
Ell va succeir al seu pare Nayangerel com a Príncep Öndür en el tardà 1920, però havia guanyat popularitat entre els mongols en la bandera, fins i tot abans de la successió. Es va quedar un any a Beijing durant uns sis mesos, començant en el 1915, i es va comprometre en diverses activitats polítiques per protegir els drets dels mongols. A més, el príncep Öndür va esdevenir el pilar únic entre els mongols, ja que en aquest moment, les altres cases principesques poderoses, els prínceps Darkhan i Jorightu, havien deixat la bandera pel Mukden.
Yangsanjab era un deixeble del Janggiya Khutughtu, el rang més alt de lama al sud de Mongòlia. Usant la connexió del Budisme Tibetà, es va fer proper del 9è Lama Panchen. En el 1926, Yangsanjab i el Príncep Darkhan convidaren el Lama Panchen a la Bandera Darkhan. El lama va romandre en la bandera durant gairebé un any a partir de 1927. Ell va ser amfitrió de la cerimònia del Lama, a la qual els prínceps mongols van arribar de tot arreu de Mongòlia, i va tenir èxit en l'augment de la seva presència.